# كاجنيكورت
كاجنيكورت (بالفرنسية: Cagnicourt)‏ هي بلدية تقع في إقليم باد كاليه من منطقة نور با دو كاليه في شمال فرنسا. تبلغ مساحة هذه المدينة 9.42 (كم²)، وترتفع عن سطح البحر 70 م، يبلغ عدد سكانها 386 نسمة حسب إحصاء المعهد الوطني للإحصاء والدراسات الاقتصادية سنة 2009 م. وترأس Bernard Beaucamp البلدية خلال فترة (2008-2014).